# Jonsered
Jonsered ist ein Ort (Tätort) in der schwedischen Provinz Västra Götalands län und der historischen Provinz (landskap) Västergötland.
Der Ort gehört zur Gemeinde Partille und liegt zirka 15 Kilometer östlich von Göteborg. Ein kleiner Teil des Ortes (2 Einwohner auf 1 Hektar, 2015) liegt auf dem Territorium der östlich benachbarten Gemeinde Lerum.
Die Marke Jonsered für Geräte zur Forst-, Park- und Gartenarbeit ist nach dem Ort benannt.

## Hintergrund
Jonsered liegt am schwedischen Abschnitt der Europastraße 20 zwischen Göteborg und Alingsås. Zudem führt die Eisenbahnstrecke Västra stambanan, die Göteborg mit Stockholm verbindet, durch den Ort. Als erster Abschnitt der Eisenbahnstrecke Göteborg–Stockholm wurde die Strecke nach Jonsered 1856 eröffnet. Östlich des Ortes liegt der See Aspen mit dem Tätort Lerum am gegenüberliegenden Ufer.

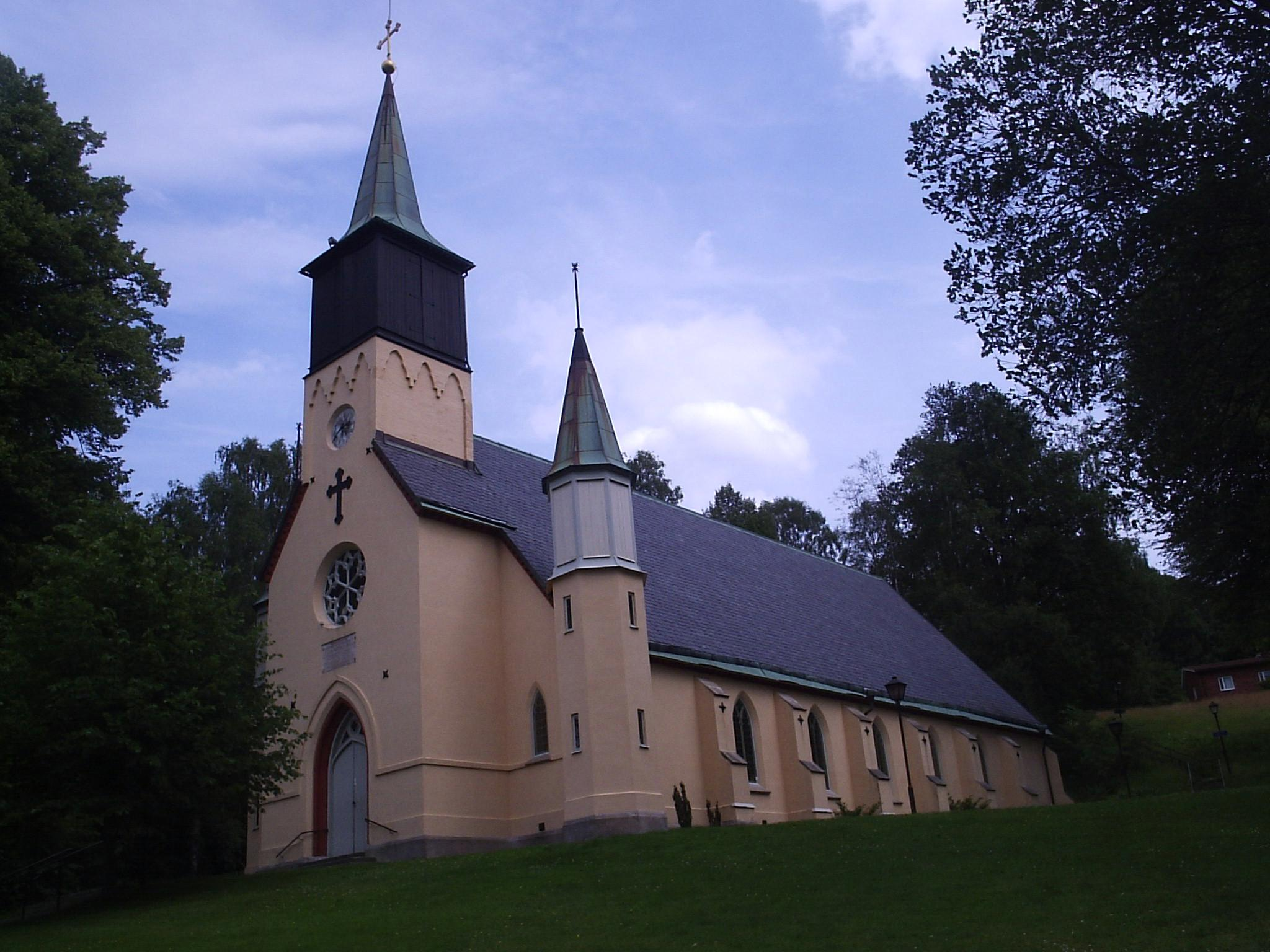
Jonsereds kyrka

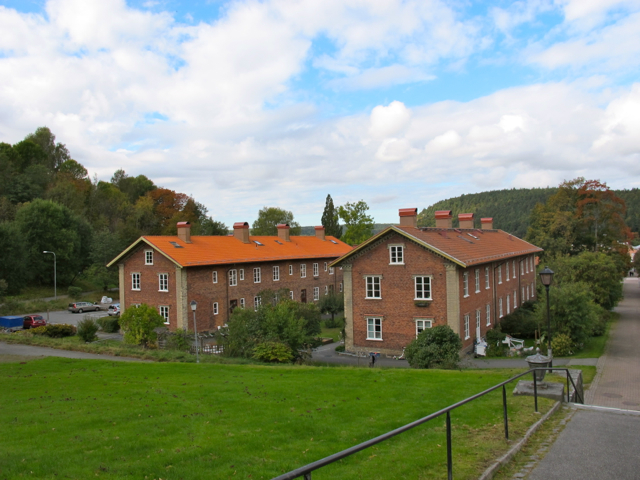
Jonsered

Innerhalb der Ortsgrenzen Jonsereds befindet sich mit dem Franciskusgården ein römisch-katholisches Kloster. Die im gotischen Stil erbaute Kirche des Ortes wurde auf testamentarische Veranlassung des Industriellen William Gibson nach Plänen des Architekten Adolf Wilhelm Edelswärd zwischen 1858 und 1860 erbaut.
Die Fußballmannschaft des örtlichen Sportvereins Jonsereds IF trat überregional in Erscheinung, als sie mehrere Jahre in der zweiten schwedischen Liga spielte.

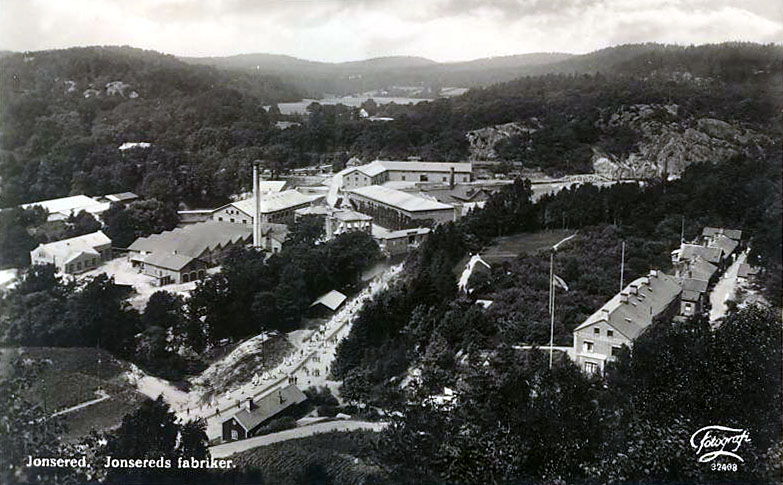
Industrieanlagen in den 1920er-Jahren

Jonsered war ab den 1830er-Jahren ein bedeutender Textilstandort, als der Schotte William Gibson im Ort die Jonsereds Fabrikers AB zur Segeltuchfabrikation und als Spinnerei gründete. Später weitete das Unternehmen seine Produktion auf Motorsägen, Tischler-, Forstwirtschaftsgeräte und Feuerwehrschläuche aus, ehe es in den 1970er-Jahren von Electrolux übernommen wurde und nur noch als Marke Jonsered weitergeführt wird.

## Töchter und Söhne
- Erik Börjesson (1888–1983), schwedischer Fußballspieler
- Torbjörn Nilsson (* 1954), schwedischer Fußballspieler
- Karl Johan Larsson (* 1969), schwedischer Politiker